# Lorenzo Pacheco Sánchez
Lorenzo Pacheco fue un futbolista peruano que se desempeñó como mediocampista y jugó por KDT Nacional, Universitario y Sport Boys en el Perú.

## Selección nacional
Fue internacional con la Selección de fútbol del Perú en 10 partidos entre 1947 y 1952. Hizo su debut en el Campeonato Sudamericano 1947 ante Chile ingresando por Juan Castillo.

### Participaciones en Copa América
| Torneo                       | Sede    | Resultado     |
| ---------------------------- | ------- | ------------- |
| Campeonato Sudamericano 1947 | Ecuador | Quinto puesto |
| Campeonato Sudamericano 1949 | Brasil  | Tercer puesto |

## Clubes
| Club              | País | Año         |
| ----------------- | ---- | ----------- |
| KDT Nacional      | Perú | 1937 – 1939 |
| Social San Carlos | Perú | 1940 – 1941 |
| Universitario     | Perú | 1942 – 1943 |
| Sport Boys        | Perú | 1944 – 1953 |
| KDT Nacional      | Perú | 1954 – 1955 |

## Estadísticas
Datos actualizados a fin de carrera deportiva.
| Club          | Temp. | Total oficial | Total oficial |
| Club          | Temp. | PJ            | Goles         |
| ------------- | ----- | ------------- | ------------- |
| Universitario | 1942  | 4             | 0             |
| Universitario | 1943  | 13            | 5             |
| Sport Boys    | 1944  | 14            | 1             |
| Sport Boys    | 1945  | 11            | 1             |
| Sport Boys    | 1946  | 19            | 3             |
| Sport Boys    | 1947  | 19            | 1             |
| Sport Boys    | 1948  | 15            | 0             |
| Sport Boys    | 1949  | 10            | 0             |
| Sport Boys    | 1950  | 17            | 2             |
| Sport Boys    | 1951  | 14            | 0             |
| Sport Boys    | 1952  | 15            | 0             |
| Sport Boys    | 1953  | 10            | 0             |
| KDT Nacional  | 1954  | 13            | 2             |
| KDT Nacional  | 1955  | 7             | 0             |
| Total         | Total | 181           | 15            |

## Palmarés

### Campeonatos nacionales
| Título           | Club       | País | Año  |
| ---------------- | ---------- | ---- | ---- |
| Primera División | Sport Boys | Perú | 1951 |